# Barczewo (gemeente)
De gemeente Barczewo is een stad- en landgemeente in het Poolse woiwodschap Ermland-Mazurië, in powiat Olsztyński.
De zetel van de gemeente is in Barczewo.
Op 30 juni 2004 telde de gemeente 16 315 inwoners.

## Oppervlakte gegevens
In 2002 bedroeg de totale oppervlakte van gemeente Barczewo 319,85 km², waarvan:
- agrarisch gebied: 52%
- bossen: 31%

De gemeente beslaat 11,26% van de totale oppervlakte van de powiat.

## Demografie
Stand op 30 juni 2004:
| Omschrijving                   | Totaal | Totaal | Vrouwen | Vrouwen | Mannen | Mannen |
| ------------------------------ | ------ | ------ | ------- | ------- | ------ | ------ |
| eenheid                        | aantal | %      | aantal  | %       | aantal | %      |
| inwoners                       | 16 315 | 100    | 8204    | 50,3    | 8111   | 49,7   |
| bevolkingsdichtheid (inw./km²) | 51     | 51     | 25,6    | 25,6    | 25,4   | 25,4   |

In 2002 bedroeg het gemiddelde inkomen per inwoner 1212,7 zł.

## Administratieve plaatsen (sołectwo)
Barczewko, Bark, Bartołty Wielkie, Biedowo, Bogdany, Jedzbark, Kaplityny, Kierzliny, Kromerowo, Kronowo, Krupoliny, Lamkowo, Leszno, Łapka, Łęgajny, Maruny, Mokiny, Niedźwiedź, Nikielkowo, Odryty, Radosty, Ramsowo, Ramsówko, Ruszajny, Skajboty, Stare Włóki, Szynowo, Wipsowo, Wójtowo, Wrocikowo, Zalesie.

## Overige plaatsen
Barczewski Dwór, Bartołty Małe, Bogdany, Czerwony Bór, Dadaj, Dąbrówka Mała, Dobrąg, Gaj, Kierzbuń, Klimkowo, Klucznik, Kołaki, Koronowo, Kronówko, Lamkówko, Leszno Małe, Orzechówko, Próle, Rejczuchy, Rycybałt, Sapunki, Sapuny, Studzianek, Tęguty, Tumiany, Żarek.

## Aangrenzende gemeenten
Biskupiec, Dywity, Dźwierzuty, Jeziorany, Olsztyn, Purda